# Alp Guard
Alp Guard är en nederländsk högsjöbogserare och ankarhanteringsfartyg med ett pollaredrag på 385 ton. Hon konstruerades av MAN Ferrostaal AG och Hitzler Werft och byggdes 2009 på Mützelfeldt Werft i Cuxhaven i Tyskland.
Alp Guard köptes 2014 av Alp Maritime Services, som är ett dotterbolag till Altera Infrastructure i Rotterdam i Nederländerna.
Alp Guard kallades in som förstärkning vid Blockeringen av Suezkanalen 2021. Den 29 mars drog hon som kraftigaste fartyg loss M/V Ever Given från grund.

## Bildgalleri

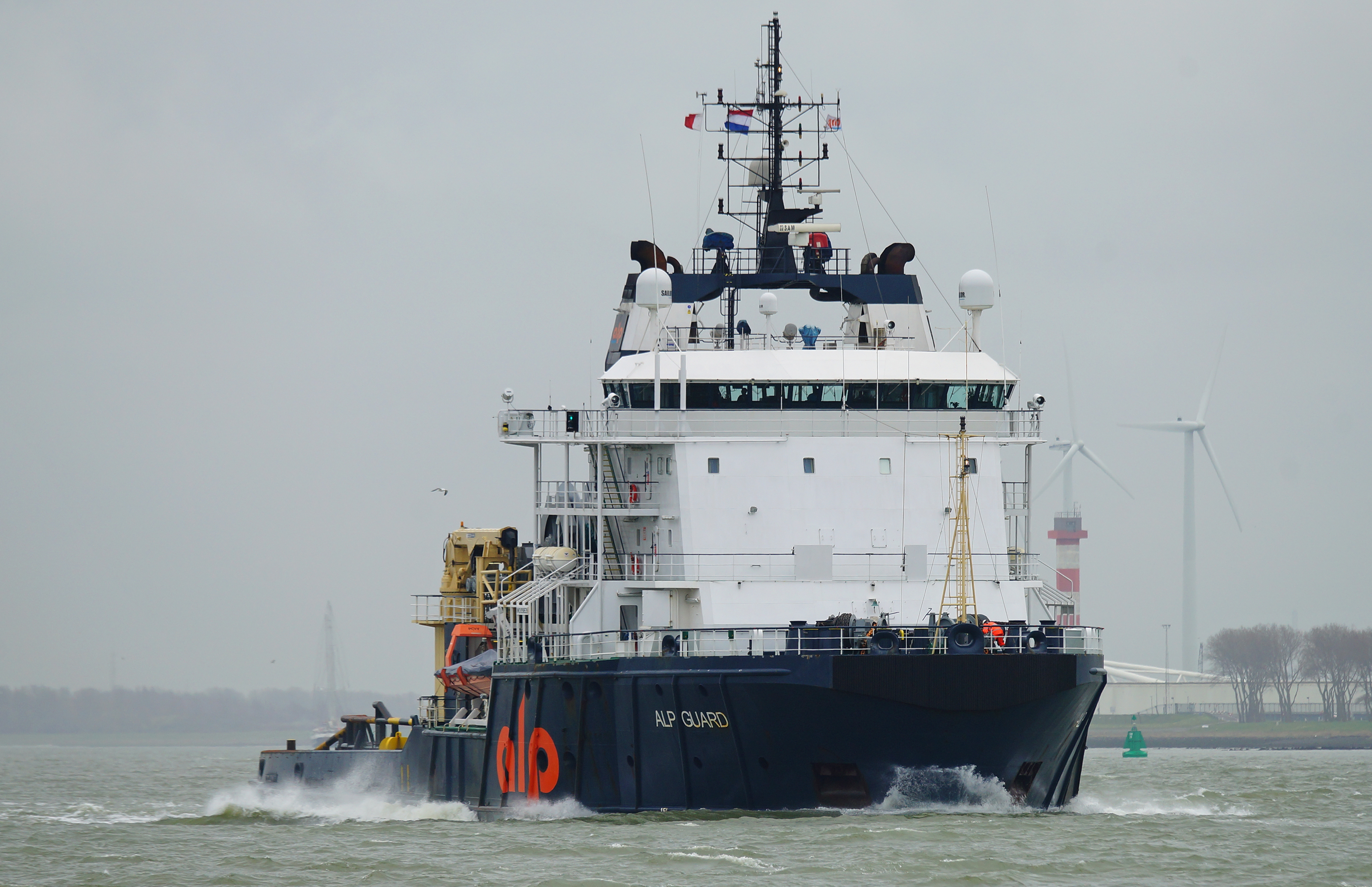
Alp Guard i Rotterdam
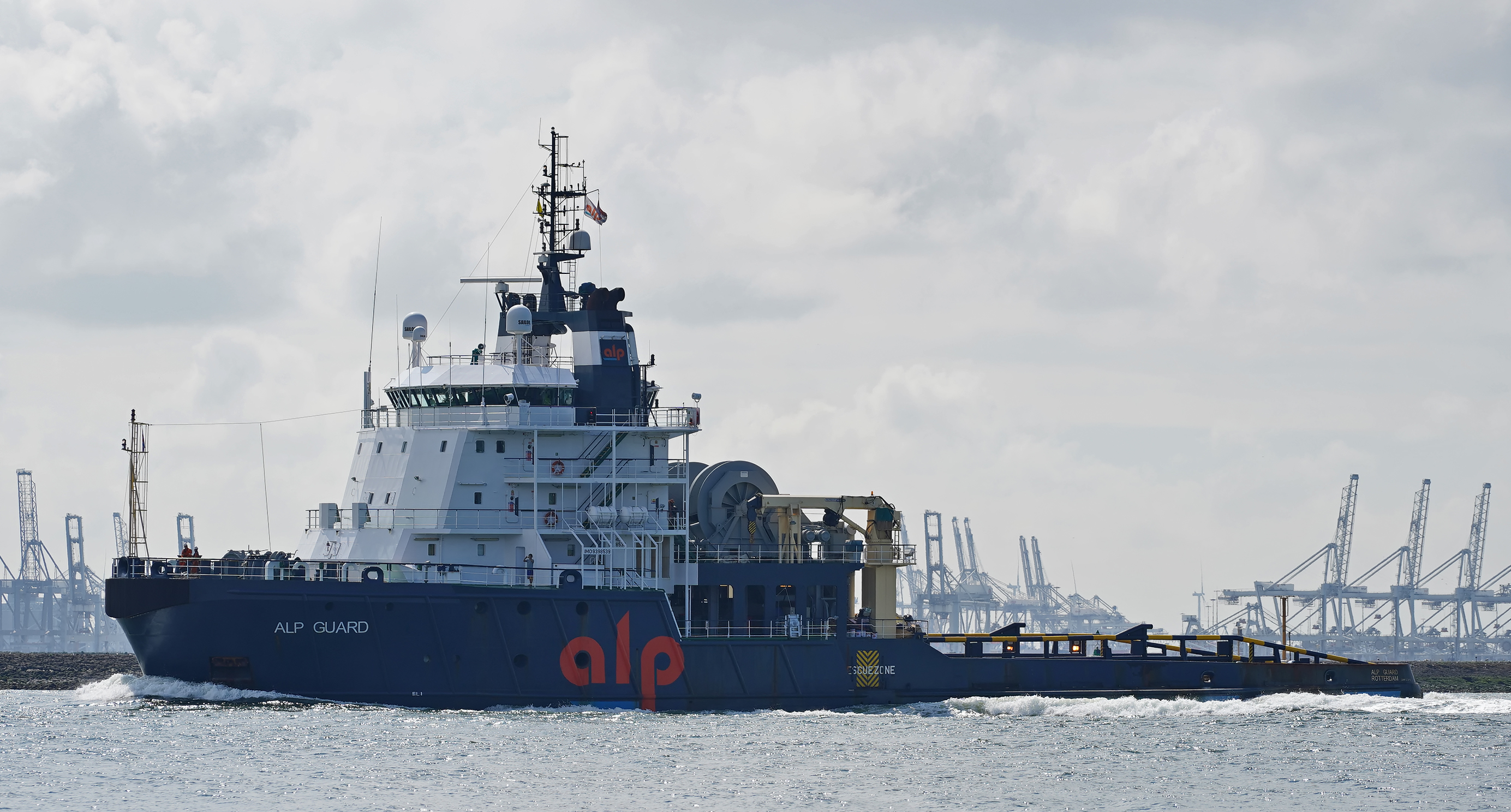
Alp Guard i Hoek van Holland